# Niels Ryberg Finsen

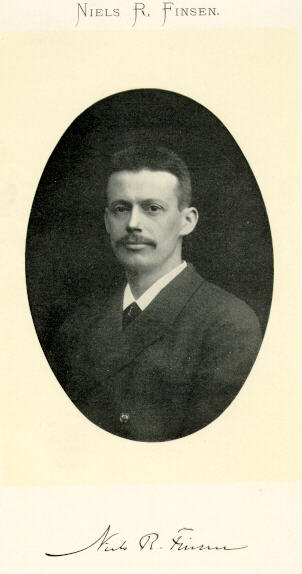
Niels R. Finsen

Niels Ryberg Finsen (15 tháng 12 năm 1860 - 24 tháng 9 năm 1904) là nhà khoa học và bác sĩ người Đan Mạch gốc quần đảo Faroe. Finsen là người Đan Mạch đầu tiên đoạt giải Nobel y học năm 1903 về công trình nghiên cứu việc chữa trị bệnh lao da (lupus vulgaris) bằng liệu pháp Bức xạ ánh sáng tập trung, do đó Finsen đã mở ra 1 hướng mới trong y khoa 

## Cuộc đời và sự nghiệp
Niels Ryberg Finsen sinh tại thành phố Tórshavn, thủ phủ của quần đảo Faroe ngày 15.12.1860. Là con thứ 2 trong số 4 người con của Hannes Steigrim Finsen và Johanne Fröman, gốc người Iceland. Gia đình tới định cư ở Tórshavn năm 1858 khi người cha được tuyển dụng làm Landfoged (tương đương viên chức phụ trách kỹ thuật nông nghiệp 1 khu vực) ở đây. Năm 1864 - khi Finsen 4 tuổi - người mẹ qua đời. Cha tái hôn với cô em họ của vợ là Birgite Kirstine Formann và có thêm 6 người con nữa. Năm 1871, Hannes S. Finsen được bổ nhiệm làm trưởng Amt Faroe (tương đương tỉnh hạt).
Lúc nhỏ Niels R. Finsen học ở Tórshavn. Năm 1874 được gửi tới trường nội trú Herlufsholm ở Đan Mạch, nơi người anh Olaf Finsen đang theo học. Tuy nhiên Niels R. Finsen bị Ban giám hiệu nhận xét là kém năng lực, do đó năm 1876 Niels R. Finsen phải về học tại Reykjavík (thủ đô Iceland).
Năm 1882, Finsen trở lại Đan Mạch học y học ở trường đại học Copenhagen và tốt nghiệp năm 1890. Do tốt nghiệp hạng cao, Finsen được giữ lại làm trợ lý giảng dạy môn giải phẫu học. Sau 3 năm, Finsen rời bỏ chức trợ lý để dành toàn thời gian cho việc nghiên cứu Khoa học với chuyên đề "Tác dụng của ánh sáng trên da". Ngày 29.12.1892 Finsen kết hôn với Ingeborg Balslev (1868 - 1963). Năm 1893 Finsen công bố bài nghiên cứu đầu tiên "Om Lysets Indvirkninger paa Huden" (Về các tác dụng của ánh sáng trên da). Năm 1896 Finsen công bố tiếp bài "Om Anvendelse i Medicinen af koncentrerede Kemiske Lystraaler" (Về việc áp dụng các tia sáng hóa học tập trung trong Y học), trong đó Finsen mô tả việc chữa trị bệnh lao da bằng liệu pháp ánh sáng. Cùng năm, "Viện Finsen" được thành lập (tên đầy đủ là Finsens medicinske Lysinstitut (Viện ánh sáng y khoa Finsen), nhưng thường gọi là Viện Finsen) do Finsen làm giám đốc. Sau đó Viện này nhập vào "Bệnh viện của trường đại học Copenhagen" và gần đây được dùng làm phòng thí nghiệm ung thư, chuyên về phân giải protein (proteolysis).
Năm 1898 Finsen được bổ nhiệm làm giáo sư y khoa ở trường đại học Copenhagen. Năm 1899 Finsen được thưởng "Huân chương hiệp sĩ Dannebrog" của Đan Mạch.
Ngay từ giữa thập niên 1880, sức khỏe của Finsen đã bị sút giảm. Finsen có triệu chứng bị bệnh tim và bị chứng cổ trướng (ascites), ông ta phải ngồi xe lăn để tiếp tục nghiên cứu.
Năm 1903, Niels Ryberg Finsen được giải Nobel y khoa cho công trình nghiên cứu của mình.